# Предтеча
Предте́ча (рос. Предтеча) — присілок у складі Тотемського району Вологодської області, Росія. Входить до складу Толшменського сільського поселення.

## Населення
Населення — 2 особи (2010; 0 у 2002).